# Росситер, Стюарт
Персиваль «Стюарт» Брайс Росситер (англ. Percival «Stuart» Bryce Rossiter; 1923—1982) — британский филателист, историк почты, журналист, автор и редактор путеводителей и филателистических журналов. Своим завещанием учредил благотворительный доверительный Фонд имени Стюарта Росситера, ставший ведущим издателем книг по истории почты.

## Ранние годы
Стюарт учился в Фрамлингемском колледже в Саффолке, из которого ушёл в 1941 году. Служил в истребительной авиации ВВС Великобритании во время Второй мировой войны, дослужившись до старшего лейтенанта авиации.
После окончания войны он завершил своё образование в Королевском колледже в Кембридже, где получил степень бакалавра гуманитарных наук в 1948 году и магистра гуманитарных наук в 1953 году.

## Писательская карьера
Стюарт начал карьеру, устроившись помощником библиотекаря в Вестминстерской городской библиотеке и библиотеке графства Кент, где проработал в течение четырёх лет.
В 1954 году он перешёл на работу в фирму, которая издавала путеводители «Блю Гайдз». Здесь он сделал дальнейшую карьеру, став главным редактором «Блю Гайдз» (1963—1973) и автором-фрилансером путеводителей. На его счету целый ряд неоднократно переиздававшихся туристических справочников по Великобритании и другим европейским странам[≡][≡].
Он также писал статьи для газет, включая «Дейли телеграф», и был выбран действительным членом Королевского географического общества (за путеводитель по Греции).

## Вклад в филателию
С 1975 года Росситер был редактором филателистического издания «The London Philatelist» («Лондонский филателист»), публикуемого Королевским филателистическим обществом Лондона. В 1977 году он стал президентом Общества историков почты (Society of Postal Historians) и одновременно редактором журнала «Postscript» этого же общества.
Росситер также основал Кружок изучения Восточной Африки (East Africa Study Circle) и стал его председателем и редактором его журнала. В области филателии он специализировался на Британской Восточной Африке[≡]. Росситер написал серию статей по истории почты Уганды, опубликованных в «Постал Хистори Интернэшнл» (Postal History International).
С. Росситер известен как автор объёмного «Атласа почтовых марок» (The Stamp Atlas) по филателистической географии, изданного уже после его смерти, в написании которого также принимали участие Джон Фаулер (John Fowler) и Рэйф Уэллстед[≡][≡][≡].
Стюарт Росситер с большим успехом участвовал в национальных и международных филателистических выставках.

## Смерть
С. Росситер скончался в возрасте 59 лет от лейкемии, завещав всё своё имущество фонду Stuart Rossiter Trust. Его мать также завещала своё имущество этому же фонду.

## Избранные труды
- Rossiter S. The London Quiz Book. — London: E. Benn, 1957. — 95 p. (англ.)[^]
- Rossiter S. Greece. — London, Chicago: Benn, Rand McNally, 1967. — 765 p. — (Blue Guides[англ.] series). (англ.)[^]
- Rossiter S. Blue Guide Greece. — London: W.W. Norton & Company, 1977. — 768 p. — (Blue Guides series). — ISBN 0-528-84728-7. (англ.)[^]
- Rossiter S. History of the East African Army Postal Service. — Heathfield[англ.], East Sussex, UK: Proud-Bailey Co. Ltd., 1986. — ISBN 1-872465-55-2. (англ.)[^]
- Rossiter S., Fowler J. The Stamp Atlas: A Unique Assembly of Geography, Social and Political History, and Postal Information. — 1st edn. — London, Sydney: Macdonald, 1986. — 336 p. — ISBN 0-356-10862-7. (англ.)[^]
- Wellsted R.[англ.], Rossiter S., Fowler J. The Stamp Atlas. — New York, NY, USA: Facts on File Publications, 1986. — 336 p. — ISBN 0-8160-1346-2. (англ.)[^]